# Église Saint-Jean d'Hamina
L'église Saint-Jean (en finnois : Johanneksen kirkko, anciennement église d'Hamina finnois : Haminan kirkko) est une église construite au centre d'Hamina en Finlande.
L'église conçue par l'architecte Carl Ludvig Engel est de style néoclassique.

## Présentation
L'église d'Hamina est dédiée à Jean le Baptiste. 
Conçue par Carl Ludvig Engel l'édifice d'architecture néo-classique est construit de 1839 à 1843.
Le navire ex-voto du XVIIIe siècle vient de l'église de Koivisto.
Les lustres fabriqués à Stockholm datent de 1756 et 1759.
Le premier orgue de l'église installé en 1906 est inspecté par Oskar Merikanto. 
L’orgue actuel à 26 jeux est mis en service en 1989. 
Le retable peint en 1845 par Bernt Abraham Godenhjelm présente la résurrection du Christ. 
Sous le retable se trouve une copie de La Cène de Léonard de Vinci peinte par Magnus Enckell.
Le plus ancien objet de l'église est la bible en suédois datant de 1703,,.

## Galerie

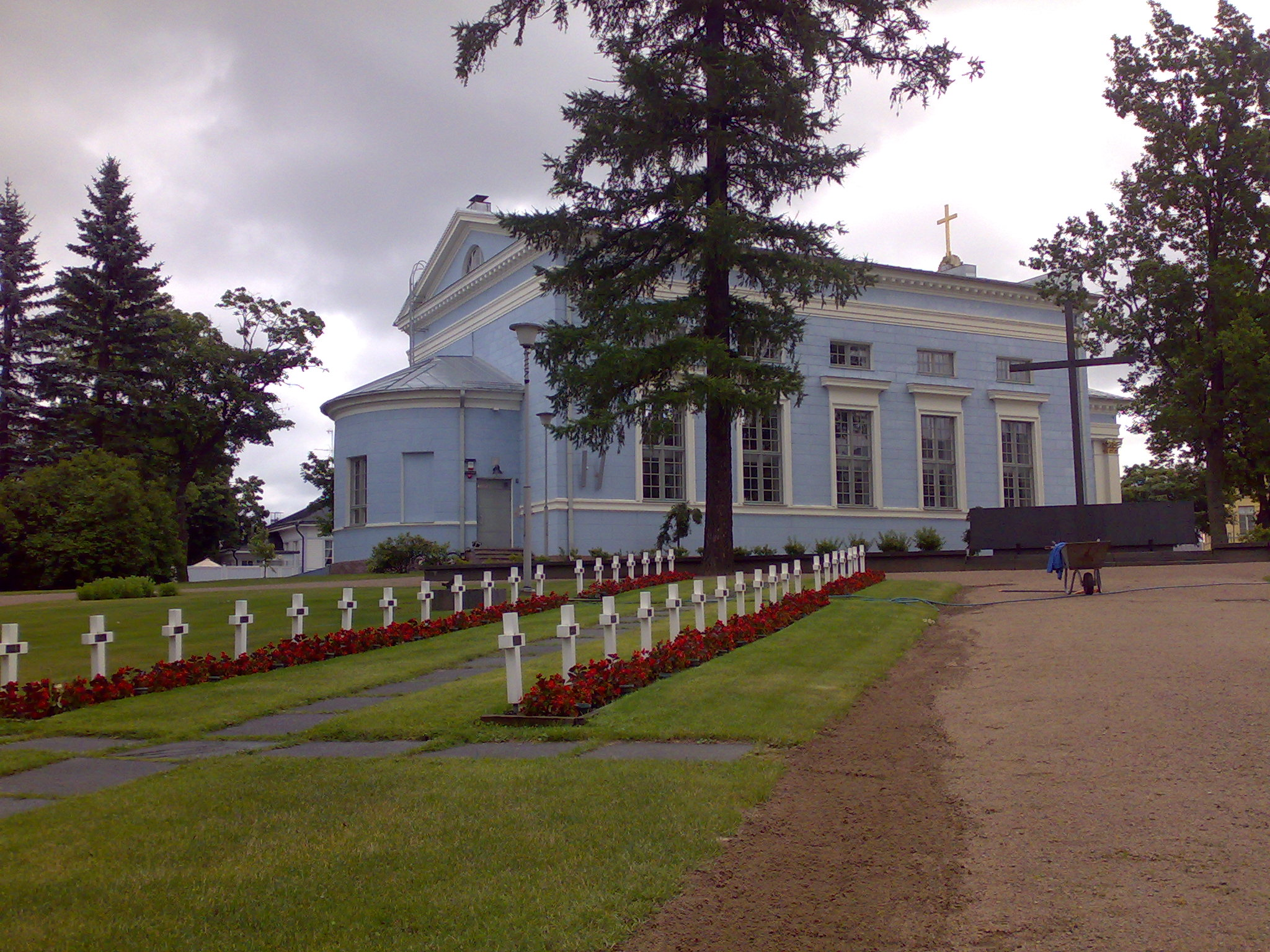
Monument aux morts.
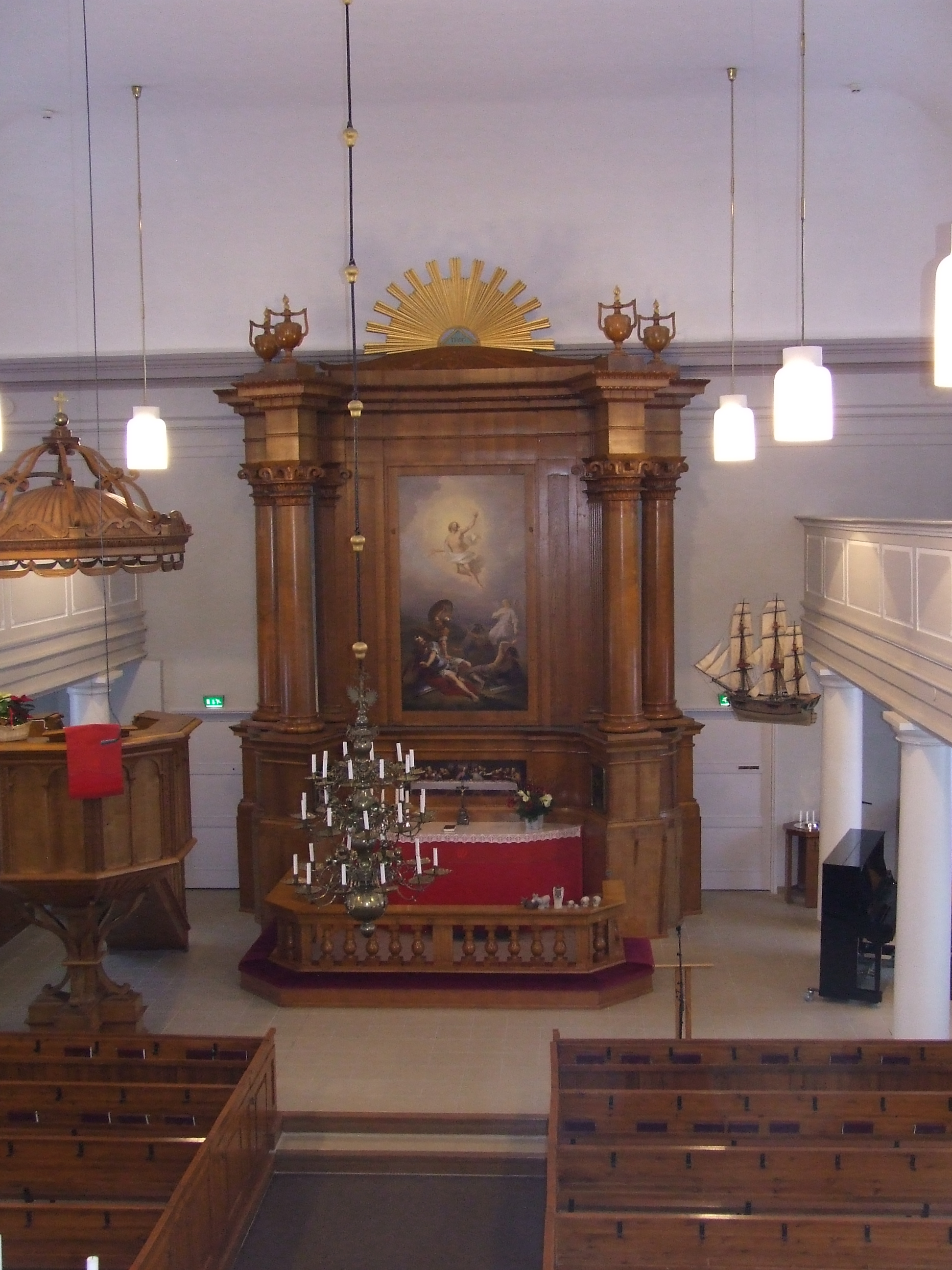
Autel.
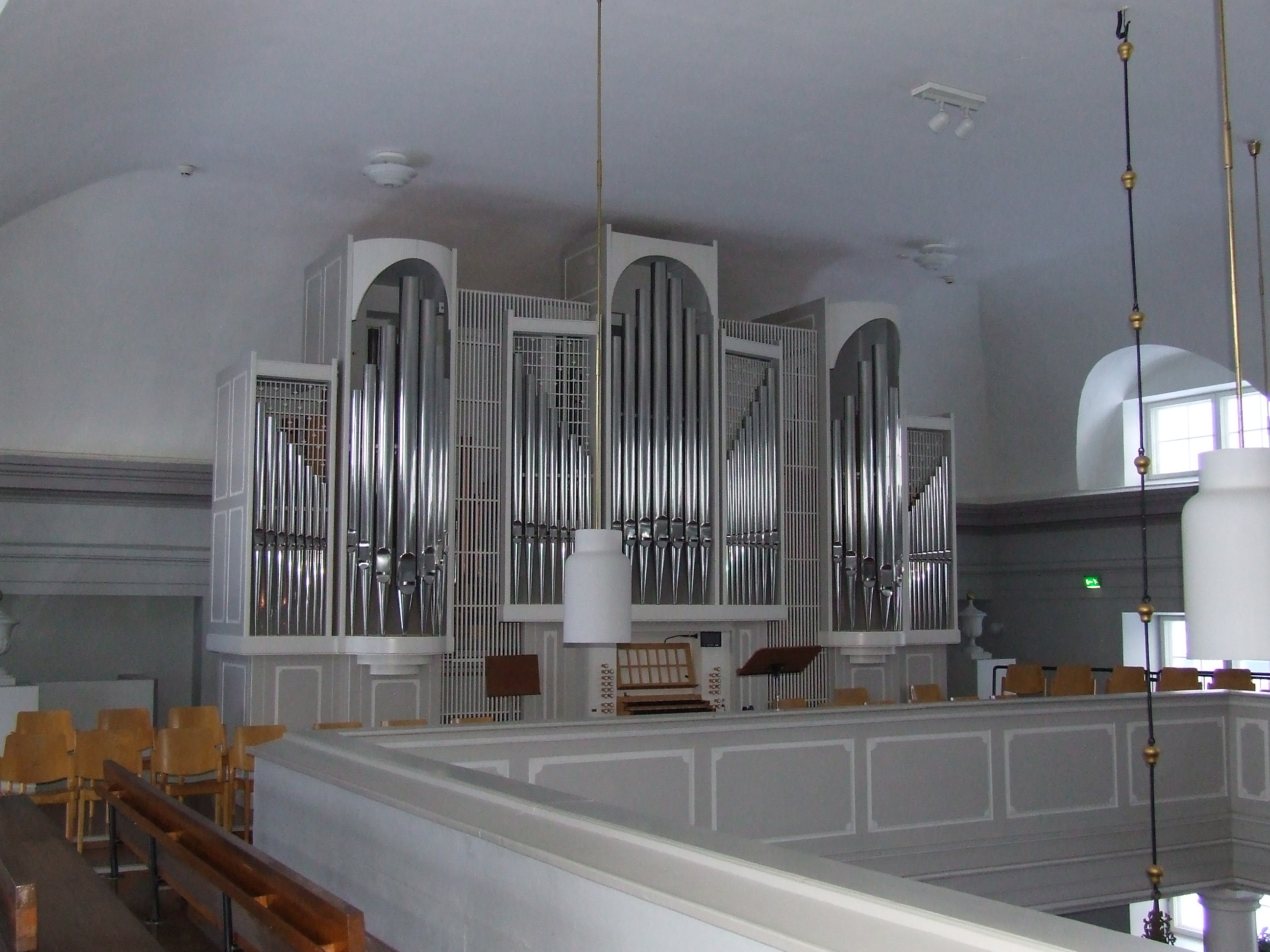
Orgue.